# Романовська Ірина Євгеніївна
Ірина Євгеніївна Романовська (нар. 21 січня 1984 р., Київ, Українська РСР) — українська балерина, провідна солістка Національного академічного театру опери та балету України імені Тараса Шевченка, заслужена артистка України (з 2021 р.).

## Життєпис

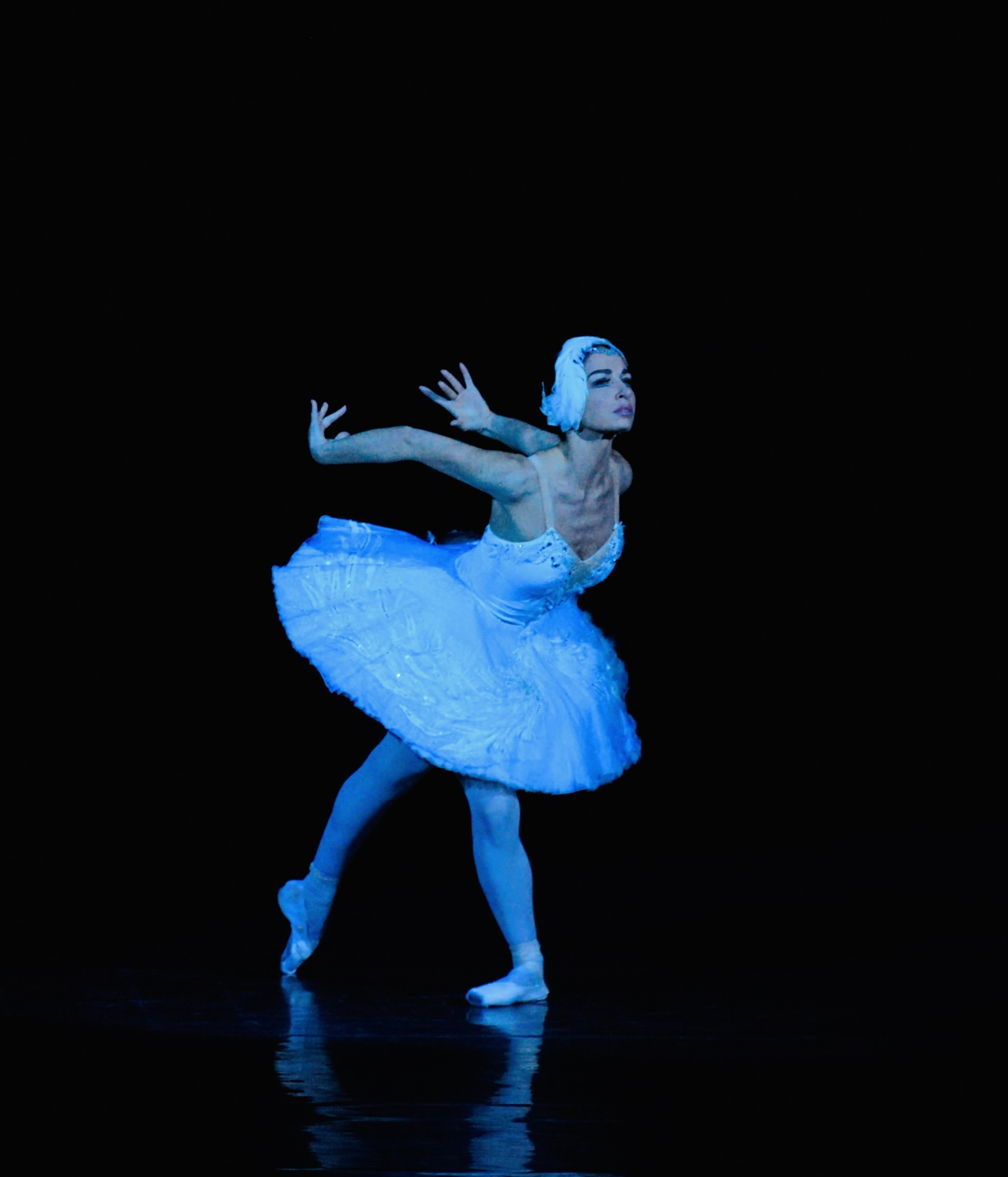
Ірина Романовська у партії Вмираючого лебедя

Ірина Романовська народилася у місті Києві у єврейській сімʼї. Мати Ірини - куратор колекції юдаїки Скарбниці Національного музею історії України Тетяна Романовська. Батько - Євген Романовський, з 1989 р. проживає в Ізраїлі.
У віці 5 років дівчинка починає займатися танцями в ансамблі «Кияночка» під керівництвом Галини та Дмитра Кайгородових. У складі ансамблю перемагає у телевізійному конкурсі «Ранкова зірка» та «Фант-лото «Надія». 
У 1995 р. вступає в Українську академію танцю при Національній опері України, де вчиться у найкращих балетних викладачів України: Альвіни Кальченко, Ірини Бродської, Людмили Сморгачової, Алли Некрасової, Світлани Мялковської. Ще під час навчання виділялася серед дітей своєю наполегливістю, фізичною витривалістю і працездатністю. Під час концертних виступів важко було не помітити в маленькій дівчинці яскравої сценічної зовнішності і харизми, яка притягувала погляди глядачів і професіоналів. 
У 2000 р. обдарована дитина була запрошена на безкоштовне стажування у Празьку балетну консерваторію, але все ж таки вирішила повернутися у рідний Київ, бо завжди мріяла працювати у Національній опері України.  
У 2003 р. - випустилася з Української Академії танцю. 
З 2010 р. — артистка балету Національної опери України. Клас педагога Володимира Денисенка
З 2018 р. - провідна солістка (Репетитори: Кайгородов Євген, Віктор Іщук).
Вища освіта
2019 р. — отримала диплом бакалавра за спеціальністю хореографія (Київська муніципальна академія танцю ім. С.Лифаря, репетитор-балетмейстер)

## Репертуар

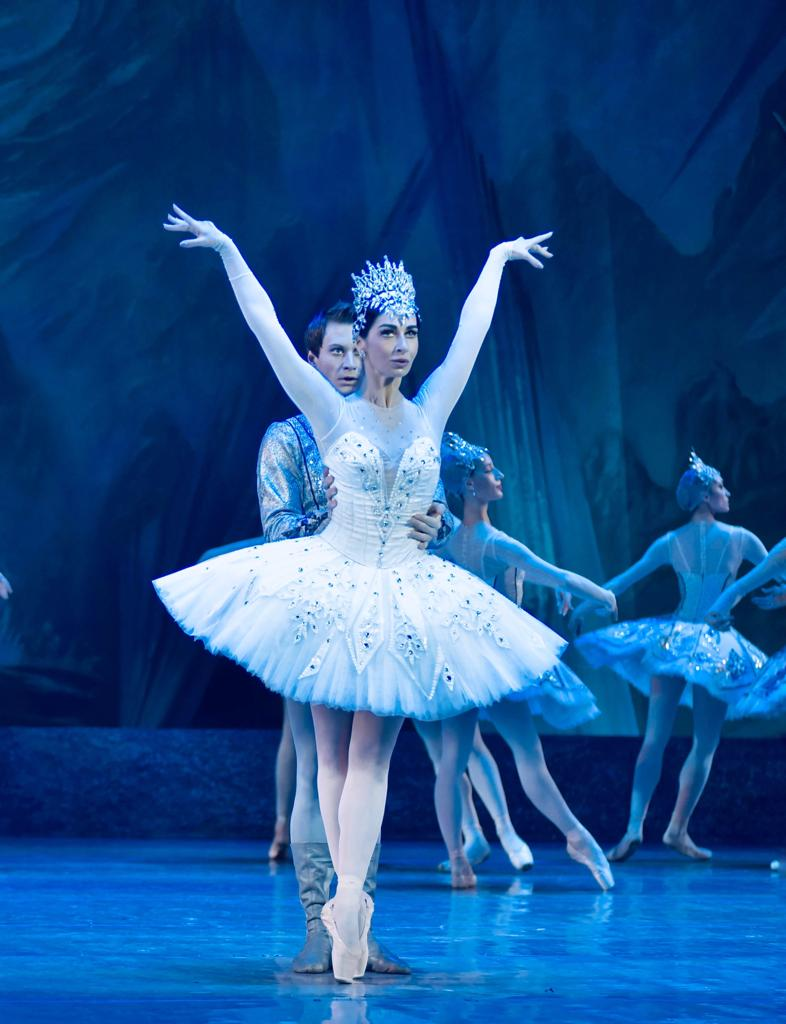
Iryna Romanovska dancing party of Snow Queen in ballet Snow Queen

- Снігова королева (однойменний балет на збірну музику)
- Марина («Грек Зорба» Мікіса Теодоракіса)
- Зобеїда «Шехеразада»
- Вулична танцівниця, Болеро («Дон Кіхот» Л. Мінкуса)
- Секлета («За двома зайцями» Юрія Шевченка)
- Килина («Лісова пісня» Михайла Скорульського)
- Батільда («Жізель» Адольфа Адана)
- Російський танок, Іспанський танок, Східний танок, Дружина Штальбаума («Лускунчик» Петра Чайковського)
- Угорський танок, Баронеса («Лебедине озеро», «Спляча красуня» Петра Чайковського)

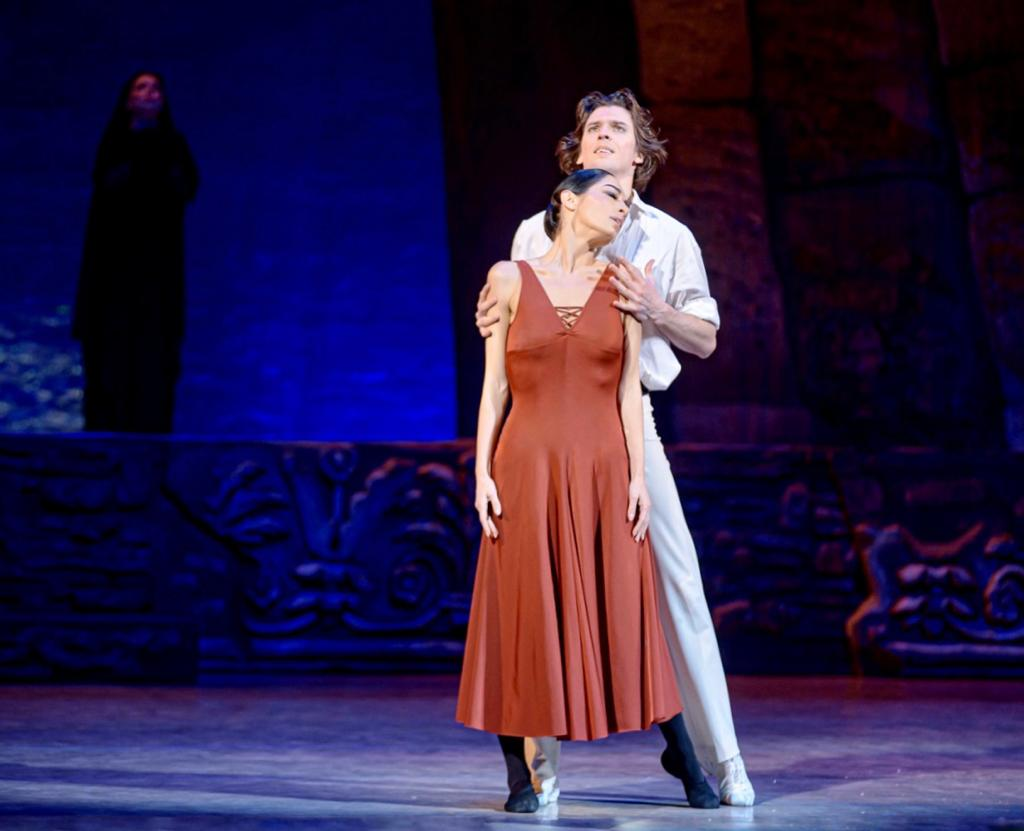
Iryna Romanovska in role of Marina in ballet Zorba the Greek

- Корсар (Танець Форбан)
- Лебідь (Каміля Сен-Санса)
- Аве Марія

## Звання та нагороди
- 2021 р. — присвоєно почесне звання «Заслуженої артистки України»[1];

## Фільмографія
Роль у кіно
- 2018 р. – Агенти справедливості(телесеріал, канал Україна) (балерина);